# Bosse Larsson
Pour l’article homonyme, voir Bo Larsson.
Bosse Larsson, né Bo Einar Larsson le 2 février 1934 à Haninge (comté de Stockholm) et mort le 12 juillet 2015 dans la même commune, est un présentateur de télévision suédois.
Il commence à travailler pour Sveriges Radio en 1960. Il est surtout connu pour sa présentation de la série de spectacles Allsång på Skansen, à Skansen, de 1974 à 1993. Il a aussi présenté Nygammalt de 1971 à 1989.
Il est mort d'un cancer du cerveau.